# Třetí pokus
Třetí pokus je třetí studiové album zpěváka Františka Nedvěda, vydané roku 2000. Jedná se o coververze zahraničních hitů.

## Seznam skladeb
| Pořadí | Název                      | Délka |
| ------ | -------------------------- | ----- |
| 1.     | Třetí pokus                | 3:26  |
| 2.     | Tvou vůni stále znám       | 3:15  |
| 3.     | Rejdivá                    | 3:08  |
| 4.     | Loudavá                    | 2:30  |
| 5.     | Evelyn                     | 3:03  |
| 6.     | Jsem tvůj déšť             | 2:50  |
| 7.     | Sydney                     | 4:01  |
| 8.     | Gruntorád                  | 2:44  |
| 9.     | Kluk a psík                | 2:51  |
| 10.    | Poslední růže              | 2:51  |
| 11.    | Touha                      | 4:27  |
| 12.    | Až tě smrtka vyzve k tanci | 3:36  |
| 13.    | Svatební                   | 3:41  |
| 14.    | Floky                      | 3:16  |

## Hudební aranžmá
- Třetí pokus ("Waiting For You") – G. Lightfoot / č. text – D. Vančura
- Tvou vůni stále znám ("I'm Not Suported To Care") – G. Lightfoot / č. text – D. Vančura
- Rejdivá ("Listen To The Radio") – F. O'Knipe / č. text – D. Vančura
- Loudavá ("Somewhere USA") – G. Lightfoot / č. text – D. Vančura
- Evelyn ("Sweet Guinevere") – G- Lightfoot / č. text – D. Vančura
- Gruntorad ("Side On Over") – G. Lightfoot / č. text – D. Vančura
- Kluk a psík ("I'll Prove My Love To You") – G. Lightfoot / č. text – D. Vančura
- Poslední růže ("Now And Then") – G. Lightfoot / č. text – D. Vančura
- Touha ("Sweet Dreams") – D. Gibson / č. text – F. Nedvěd
- Až tě smrtka vyzve k tanci ("Resties") – G. Lightfoot / č. text – D. Vančura
- Svatební ("Your Love's Return") – G. Lightfoot / č. text – D. Vančura
- Floky — F. Nedvěd, D. Vančura